# Bathyleberis oculata
Bathyleberis oculata är en kräftdjursart. Bathyleberis oculata ingår i släktet Bathyleberis och familjen Cylindroleberididae. Inga underarter finns listade.